# واشینگتن (لوئیزیانا)
واشینگتن (به انگلیسی: Washington) شهری در ایالت لوئیزیانا کشور ایالات متحده آمریکا است که جمعیت آن در سرشماری سال ۲۰۱۰ میلادی، ۹۶۴ نفر بوده‌است.